# 蒙瓦勒藏
蒙瓦勒藏（法語：Montvalezan，法語發音：[mɔ̃valzɑ̃]）是法国萨瓦省的一个市镇，属于阿尔贝维尔区。

## 地理
蒙瓦勒藏（45°36'43"N, 6°50'48"E）面积25.9 平方千米，位于法国奥弗涅-罗讷-阿尔卑斯大区萨瓦省，该省份为法国东部省份，历史上为薩伏依的一部分，北起上萨瓦省，西接伊泽尔省和安省，南部和东部与上阿尔卑斯省和意大利接壤。
与蒙瓦勒藏接壤的市镇（或旧市镇、城区）包括：拉蒂勒、圣富瓦塔朗泰斯、塞镇、维拉罗热。

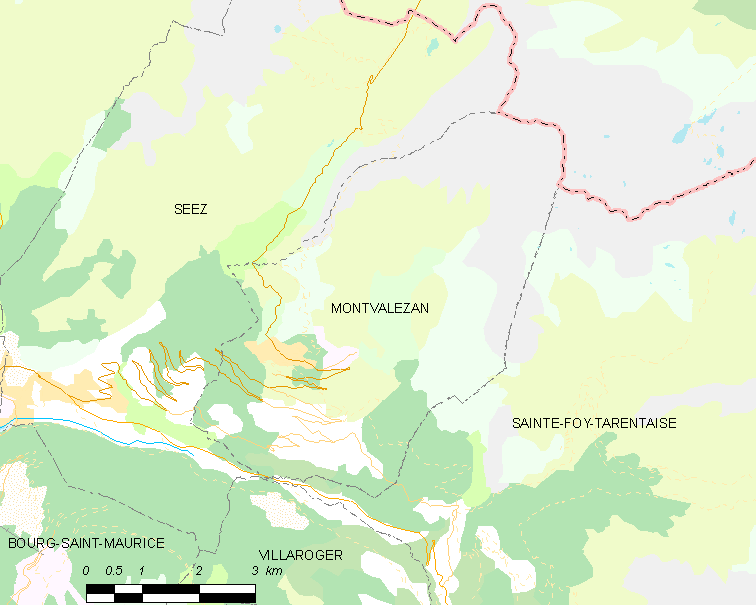
蒙瓦勒藏的OSM定位图

蒙瓦勒藏的时区为UTC+01:00、UTC+02:00（夏令时）。

## 行政
蒙瓦勒藏的邮政编码为73700，INSEE市镇编码为73176。

## 政治
蒙瓦勒藏所属的省级选区为圣莫里斯堡县。

## 人口

1962-2008年间蒙瓦勒藏人口变化图示

蒙瓦勒藏于2022年1月1日时的人口数量为729人。